# Trabzonspor Basketbol Kulübü
El Trabzonspor Basketbol Kulübü (en inglés: Trabzonspor Basketball Club), también conocido como Trabzonspor Medical Park Basketbol Kulübü por razones de patrocinio, es un club de baloncesto profesional de la ciudad de Trebisonda, que milita en la BSL, la máxima categoría del baloncesto turco. Disputa sus partidos en el Hayri Gür Arena, con capacidad para 7,500 espectadores. Es la sección de baloncesto del Trabzonspor.

## Historia
El Trabzonspor fue fundado en 1967, pero la sección de baloncesto no se abrió hasta 2008. Después de que el Alpella Basketbol Kulübü descendiera en 2008, la junta del Trabzonspor adquirió todos los derechos relacionados con el equipo del grupo Ülker, cogiendo su plaza en la TB2L en la temporada 2008-2009.
El Trabzonspor subió por primera vez a la TBL (ahora llamada BSL) en la temporada 2009-2010, tras proclamarse campeón de la TB2L.

## Nombres
- Trabzonspor
(2008-2010)
- Medical Park Trabzonspor
(2010-2011)
- Trabzonspor
(2011-2013)
- Trabzonspor Medical Park
(2013-presente)

## Resultados en liga
| Temporada | Competición Doméstica | Competición Doméstica | Competición Doméstica | Competición Doméstica | Copa Turca       | Competición Europea | Competición Europea | Competición Europea |
| Temporada | División              | Liga                  | Posición              | Play-offs             | Copa Turca       | División            | Liga                | Resultado           |
| --------- | --------------------- | --------------------- | --------------------- | --------------------- | ---------------- | ------------------- | ------------------- | ------------------- |
| 2008–09   | 2                     | TB2L                  | 1º                    | Fase final3º          | –                | –                   | –                   | –                   |
| 2009–10   | 2                     | TB2L                  | 2º                    | AscensoCampeón        | –                | –                   | –                   | –                   |
| 2010–11   | 1                     | TBL                   | 11º                   | –                     | Semifinales      | –                   | –                   | –                   |
| 2011–12   | 1                     | TBL                   | 15º                   | Descenso              | Fase de grupos   | –                   | –                   | –                   |
| 2012–13   | 2                     | TB2L                  | 1º                    | AscensoCampeón        | –                | –                   | –                   | –                   |
| 2013–14   | 1                     | TBL                   | 9º                    | –                     | Cuartos de final | –                   | –                   | –                   |
| 2014–15   | 1                     | TBL                   | 6º                    | Semifinales           | Fase de grupos   | 3                   | EuroChallenge       | Subcampeón          |
| 2015–16   | 1                     | BSL                   | 11º                   | –                     | Cuartos de final | 2                   | Eurocup             | Last 32             |
| 2016–17   | 1                     | BSL                   | 12º                   | –                     |                  |                     |                     |                     |
| 2017–18   | 1                     | BSL                   | 13º                   | -                     | -                | 4                   | FIBA Europe Cup     | QR1                 |

## Trabzonspor Medical Park en competiciones europeas
EuroChallenge 2014-2015
| Fase de grupos   | Trabzonspor Medical Park | Atomerőmű SE             | 103-81 | 78-82  |  |
| Fase de grupos   | Cluj-Napoca              | Trabzonspor Medical Park | 80-81  | 91-72  |  |
| Fase de grupos   | Trabzonspor Medical Park | magnofit Güssing         | 80-72  | 67-77  |  |
| Last 16          | Trabzonspor Medical Park | Antwerp Giants           | 89-79  | 72-90  |  |
| Last 16          | Trabzonspor Medical Park | Enisey                   | 90-85  | 96-82  |  |
| Last 16          | Mons-Hainaut             | Trabzonspor Medical Park | 56-75  | 76-68  |  |
| Cuartos de final | Trabzonspor Medical Park | Avtodor                  | 94-88  | 73-100 |  |
| Semifinal        | Energia                  | Trabzonspor Medical Park | 63-83  |        |  |
| Final            | Trabzonspor Medical Park | JSF Nanterre             | 63-64  |        |  |

Eurocup 2015-16
| Fase de grupos | Trabzonspor Medical Park      | Aris Thessaloniki         | 74-71 | 78-70 |
| Fase de grupos | Steaua CSM EximBank Bucharest | Trabzonspor Medical Park  | 76-71 | 82-67 |
| Fase de grupos | Trabzonspor Medical Park      | Budućnost VOLI Podgorica  | 75-71 | 79-82 |
| Fase de grupos | Trabzonspor Medical Park      | Banvit Bandirma           | 96-88 | 71-67 |
| Fase de grupos | UNICS Kazan                   | Trabzonspor Medical Park  | 78-64 | 73-80 |
| Last 32        | Pınar Karşıyaka Izmir         | Trabzonspor Medical Park  | 81-68 | 43-76 |
| Last 32        | Trabzonspor Medical Park      | Dolomiti Energia Trento   | 92-70 | 73-89 |
| Last 32        | Trabzonspor Medical Park      | Grissin Bon Reggio Emilia | 82-76 | 89-76 |

## Palmarés
- T2BL
  - Campeón: 2010, 2013
  - Semifinales: 2009

- Copa Turca
  - Semifinales: 2011

- EuroChallenge
  - Finalista: 2015

- TBL
  - Semifinales: 2015

## Jugadores destacados
| - Kaloyan Ivanov - Jurica Žuža - Ernests Kalve - Mindaugas Katelynas - Kristijan Nikolov - Stevan Milošević - Kirk Penney - Damian Kulig - Goran Ćakić - Vladislav Dragojlović - Aleksandar Rašić - Novica Veličković - Tutku Açık - Yunus Akçay - Can Altıntığ - Fırat Aydemir - Mustafa Bastürk - Birkan Batuk - Eren Beyaz - Levent Bilgin | - Serhat Büker - Berkay Candan - Erolcan Çinko - Kadir Çıpa - Mutlu Demir - Hakan Demirel - Nihat Emre Ekim - Ersin Görkem - Gani Erdi Gülaslan - Alican Güney - Volkan İncekara - Melih Kabakçı - Polat Kaya - Can Korkmaz - Adnan Önder Külçebaş - Can Maxim Mutaf - Faik Can Nurkan - Ramazan Öksüz - Can Özcan - Cevat Özcan | - Kerem Özcan - Hadi Özdemir - Kerem Öztoprak - Recai Öztürk - Umutcan Özyıldırım - Kaya Peker - Sertaç Şanlı - Alper Saruhan - Hasan Yiğit Seçkin - Caner Sentürk - Ogün Sevinç - Fırat Töz - Gökhan Orçun Tunca - İlker Türel - Erdem Türetken - Hakan Yapar - Umut Yenice - İbrahim Yıldırım - Nusret Yıldırım - Oktay Yılmaz | - Burak Yönder - Khalid El-Amin - Elton Brown - Jack Cooley - Henry Antwan Dobie - Courtney Fells - Eddy Fobbs - Jonathan Gibson - Harold Jamison - Darius Johnson-Odom - Tarence Kinsey - Derwin Kitchen - Sean Marshall - Stefan Moody - Kevinn Pinkney - J.P. Prince - Monwell Randle - Marc Salyers - Mike Scott - Alvin Snow | - Ryan Thompson - Julian Wright - Andrija Stipanović - Gani Lawal - Derrick Obasohan - Igor Milošević - Duşan Cantekin - Rasim Başak - Roman Tok - Dee Bost - Dwight Hardy - Russell Robinson - Maurice Bailey - Paul Stoll - Tyrus Boswell - Ali Karadeniz - Jerome Randle |

## Entrenadores
| - Alaeddin Yakan (2009-2010) - Dragan Šakota (2010-2011) - Halil Üner (2011-2012) - Hasan Özmeriç (2012-2013) | - Hakan Demir (2013-2014) - Nenad Marković (2014-2015) - Ahmet Kandemir (2015-2016) - Serguéi Bazarévich (2016-presente) |